# 오메가 스트라이커스
《오메가 스트라이커스》는 오디세이 인터랙티브가 제작한 부분 유료화 액션 스포츠 게임이다. 윈도우, 닌텐도 스위치, iOS, 안드로이드, 플레이스테이션 4, 플레이스테이션 5, 엑스박스 원 및 엑스박스 시리즈 X/S 플랫폼으로 개발됐으며 최초 출시일자는 2023년 4월 27일이었다.
3대3 대전으로 진행되는 격투축구에 참가하는 다인용 전용 게임이다. 플레이어는 상대를 공격하거나 퍽 모양의 공 코어를 움직이는 등 다양한 기술을 사용하는 선수 '스트라이커'를 선택해 플레이한다.

## 반응
리뷰 애그리게이터 웹사이트 오픈크리틱에서 "대단함" 반응을 기록했으며 29%의 평론가들이 게임을 추천했다.

## 참조

### 주해
1. ↑  영어: Omega Strikers